# Аль-Джавахири, Мухаммед Махди
Мухаммед Махди аль-Джава́хири (араб. محمد مهدي الجواهري‎; 1899, Неджеф, Ирак — 26.7.1997, Дамаск, Сирия) — иракский поэт.

## Биография
Родился в 1899 году в Наджаф в Ираке. Происходил из рода шиитского имама. Его отец, 'Абд аль-Хусейн был религиозным деятелем в Наджафе и хотел, чтобы его сын продолжил его дело. Он послал сына к известным знатокам по арабской грамматике, риторике, юриспруденции и т. д. Уже в детстве он проявлял склонность к литературе. В 1920 году участвовал революции против британских властей.
В течение короткого времени занимал должность секретаря протокольного отдела при дворе короля Фейсала I. Начал печататься с 1925. Вёл активную общественно-политическую деятельность. Несколько раз избирался главой Союза иракских писателей.
В 1948 году во время аль-васбахского восстания был убит его брат Джафар, который вдохновил его на написание одного из самых известных его стихотворений, «Мой брат Джафар». В 1955 эмигрировал в Сирию. Вернулся после иракской революции 1958 года.
Центральное место в творчестве аль-Джавахири, призывавшего к социальным преобразованиям, занимает антимонархическая тематика. В поэтическом языке аль-Джавахири архаизмы сочетаются с газетными штампами и политической лексикой. Его поэзия проникнута верой в наступление эпохи добра и справедливости, и идеалистическим оптимизмом.

## Труды
- «Между чувствами и эмоциями»
- «Мой брат Джафар»
- «Память героя арабского народа Аднана аль-Малика»,
- «Порт-Саид»
- «Столбцовая касыда» — касыда, написанная в традиционной форме, содержащей заимствования из Корана, хадисов, арабской классической поэзии и пословиц.

## Награды
Лауреат международной литературной премии «Лотос» (1975).